# Tamberu
Tamberu is een bestuurslaag in het regentschap Pamekasan van de provincie Oost-Java, Indonesië. Tamberu telt 2086 inwoners (volkstelling 2010).